# Projection Wagner VI

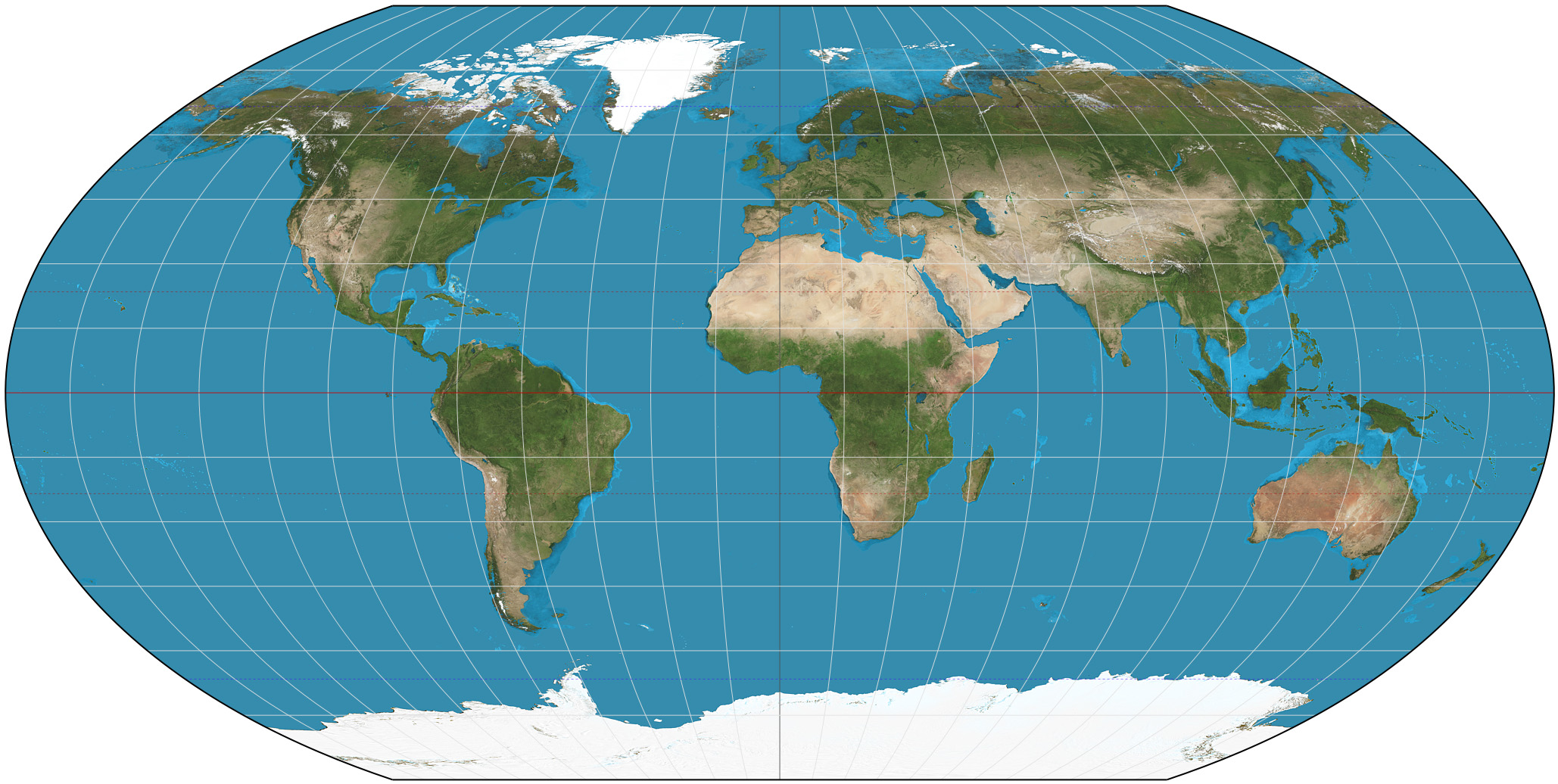
Projection Wagner VI

La projection Wagner VI est une projection cartographique pseudo-cylindrique de la Terre entière. Elle a été proposée par K. H. Wagner en 1932. Comme pour la projection de Robinson, il s’agit d’une projection de compromis ne comportant aucun attribut particulier, à part une apparence agréable et peu distordue.
La projection Wagner VI est équivalente à la projection Kavrayskiy VII mais allongée horizontalement par un facteur de {\displaystyle 2}⁄{\displaystyle {\sqrt {3}}}. Cet allongement a pour résultat la préservation appropriée des formes près de l'équateur, mais une distorsion légèrement plus importante dans l'ensemble. Le ratio d'aspect de cette projection est 2:1, tel que formé par le rapport entre l'équateur et le méridien central. Cela correspond au rapport entre l'équateur terrestre et n'importe quel méridien. 

## Formulation
La projection Wagner VI est définie par les deux équations :
{\displaystyle {\begin{aligned}x&=\lambda {\sqrt {1-3\left({\frac {\varphi }{\pi }}\right)^{2}}}\\y&=\varphi \end{aligned}}}
où {\displaystyle \lambda } est la longitude et {\displaystyle \varphi } la latitude.